# Vasilij Tugarinov
Vasilij Petrovič Tugarinov (rusky Василий Петрович Тугаринов; 29. prosince 1898 ve vesnici Berezovec v Tverské oblasti – 8. března 1978) byl sovětský filosof, vysokoškolský pedagog, doktor filosofických věd, profesor Petrohradské státní univerzity.

## Životopis
Univerzitní studia zahájil na přírodovědecké fakultě Moskevské univerzity, ale brzy je musel přerušit. Ruské občanské války a bojů proti bělogvardějcům a intervenci se zúčastnil jako příslušník Rudé armády. Studia dokončil v roce 1925 v oboru historie a filosofie. Ve třicátých letech působil jako vysokoškolský učitel filosofie a jako ideologický pracovník strany. V roce 1951 ho vysílá Ústřední výbor KSSS na Petrohradskou univerzitu do funkce děkana filosofické fakulty a vedoucího katedry dialektického a historického materialismu. Výstavbě a rozvoji této fakulty se pak věnoval až do konce života.
Jako učitel byl Tugarinov na fakultě velice oblíben. Také mnozí českoslovenští filosofové, kteří absolvovali Petrohradskou univerzitu, na něho vděčně vzpomínají.:s.181

## Publikace
Tugarinov vytvořil rozsáhlé filosofické dílo a byl autorem více než 140 prací.:s.182 Jeho posledním dílem byla knižní monografie Příroda, civilizace, člověk,:s.181 která byla přeložena do češtiny.
Překlady do češtiny
- Příroda, civilizace, člověk (původním názvem: Природа, цивилизация, человек). Překlad : Jaroslav Jemelka; Doslov napsal prof. Josef Mužík. 1. vyd. Praha: Panorama (nakladatelství), 1981. (Pyramida).